# Бонетови
Бонетовите (Bonnetiaceae) са семейство растения от разред Малпигиецветни (Malpighiales).
Таксонът е описан за пръв път от японския ботаник Такеношин Накаи през 1948 година.

## Родове
- Archytaea
- Bonnetia
- Neblinaria
- Neogleasonia
- Ploiarium